# Płoniawy-Bramura (gromada)
Płoniawy-Bramura – dawna gromada, czyli najmniejsza jednostka podziału terytorialnego Polskiej Rzeczypospolitej Ludowej w latach 1954–1972.
Gromady, z gromadzkimi radami narodowymi (GRN) jako organami władzy najniższego stopnia na wsi, funkcjonowały od reformy reorganizującej administrację wiejską przeprowadzonej jesienią 1954 do momentu ich zniesienia z dniem 1 stycznia 1973, tym samym wypierając organizację gminną w latach 1954–1972.
Gromadę Płoniawy-Bramura z siedzibą GRN w Płoniawach-Bramurze utworzono – jako jedną z 8759 gromad na obszarze Polski – w powiecie makowskim w woj. warszawskim, na mocy uchwały nr VI/10/6/54 WRN w Warszawie z dnia 5 października 1954. W skład jednostki weszły obszary dotychczasowych gromad Choszczewka, Jaciążek, Łęg, Płoniawy-Bramura, Płoniawy Nowe, Płoniawy Kolonia, Podoś Stary, Podoś Nowy, Prace, Retka, Zblicha Nowa i Zblicha Stara ze zniesionej gminy Płoniawy oraz obszar dotychczasowej gromady Suche() ze zniesionej gminy Krasnosielc tymże powiecie. Dla gromady ustalono 24 członków gromadzkiej rady narodowej.
31 grudnia 1959 do gromady Płoniawy-Bramura przyłączono obszar zniesionej gromady Chodkowo Wielkie oraz wieś Krzyżewo Nadrzeczne ze znoszonej gromady Młodzianowo w tymże powiecie.
31 grudnia 1961 do gromady Płoniawy-Bramura włączono wsie Dłutkowo, Gołoniwy, Krzyżewo Borowe, Zawady Dworskie, Popielarka, Stare Zacisze i Zawady-Huta ze zniesionej gromady Krzyżewo-Marki w tymże powiecie.
1 stycznia 1969 do gromady Płoniawy-Bramura włączono część obszaru wsi Zacisze Nowe o powierzchni 39 ha z gromady Czerwonka w tymże powiecie.
Gromada przetrwała do końca 1972 roku, czyli do kolejnej reformy gminnej. 1 stycznia 1973 w powiecie makowskim reaktywowano gminę Płoniawy-Bramura (do 1954 jako gmina Płoniawy).